# Psidium dictyophyllum
Psidium dictyophyllum är en myrtenväxtart som beskrevs av Ignatz Urban och Erik Leonard Ekman. Psidium dictyophyllum ingår i släktet Psidium och familjen myrtenväxter. Inga underarter finns listade i Catalogue of Life.